# Meitingen
Meitingen est une ville-marché de Bavière en (Allemagne), située dans l'arrondissement d'Augsbourg et le district de Souabe.

## Géographie

Situation de Meitingen (en rouge) dans l'arrondissement d'Augsbourg

Meitingen est située dans le Lechtal entre la rivière Lech à l'est et la Schmutter à l'ouest, à 20 km au nord d'Augsbourg. La commune se trouve à la limite avec l'arrondissement d'Aichach-Friedberg et avec l'arrondissement de Dillingen.
Meitingen est composée des villages suivants : Erlingen (avec les hameaux d'Ehekirch et de Herdmähder), Herbertshofen, Langenreichen (avec les hameaux de Zeisenried et Reichenmühle), Meitingen, Ostendorf et Waltershofen.
Communes limitrophes (en commençant par le nord et dans le sens des aiguilles d'une montre) : Kühlenthal, Westendorf, Ellgau, Thierhaupten, Todtenweis, Langweid am Lech, Biberbach et Wertingen.

## Histoire
La première mention écrite du village date de 1231. Meitingen a été intégré au royaume de Bavière en 1803. En 1818, le village est érigé en commune qui rejoint l'arrondissement de Wertingen jusqu'à la disparition de ce dernier en 1972.
L'achèvement de la ligne de chemin de fer Nuremberg-Augsbourg en 1844 a permis un développement industriel rapide et le percement du canal de la Lech en 1920 a mis fin aux inondations catastrophiques provoquées par les crues de la rivière.
Lors des réformes administratives des années 1970, les communes d'Erligen, de Herbertshofen, d'Ostendorf et de Waltershofen ont été incorporées à celle de Meitingen en 1972. En 1978, la commune de Langenreichen les rejoignait.
Meitingen obtient le statut de marché (Markt) en 1989.

## Démographie
| 1840  | 1871  | 1900  | 1910  | 1925  | 1933  | 1939  | 1950  | 1961  |
| ----- | ----- | ----- | ----- | ----- | ----- | ----- | ----- | ----- |
| 1 454 | 1 590 | 1 804 | 1 930 | 2 136 | 2 383 | 2 633 | 4 729 | 6 792 |

| 1970  | 1987  | 2000   | 2005   | 2009   | - | - | - | - |
| ----- | ----- | ------ | ------ | ------ | - | - | - | - |
| 7 796 | 8 999 | 10 901 | 11 152 | 11 097 | - | - | - | - |

## Jumelage
- Pouzauges (France) depuis 1973[4], dans le département de la Vendée en Pays de la Loire.